# Sainte-Eugénie-de-Villeneuve

Sainte-Eugénie-de-Villeneuve este o comună în departamentul Haute-Loire, Franța. În 2009 avea o populație de 95 de locuitori.